# Fritz Eckhardt
Pour les articles homonymes, voir Eckhardt.
 (mars 2019).
Si vous disposez d'ouvrages ou d'articles de référence ou si vous connaissez des sites web de qualité traitant du thème abordé ici, merci de compléter l'article en donnant les références utiles à sa vérifiabilité et en les liant à la section « Notes et références ».
Fritz Eckhardt (né à Linz le 30 novembre 1907 et mort à Klosterneuburg le 31 décembre 1995) était un acteur autrichien, réalisateur et scénariste. Il est connu pour jouer le rôle principal de l'inspecteur en chef Marek dans la version de l'Österreichischer Rundfunk de la série policière Tatort. Il a également joué cabaret et écrit de nombreux pièces de théâtre et scénarios de films.

## Biographie
Il était le fils d'un directeur de théâtre juif qui a été assassiné dans la période nazie dans un camp de concentration. Eckhardt était diplômé de l'Académie de musique et d'arts du spectacle de Vienne et il a joué sur les scènes de l'Allemagne et de l'Autriche. Avec la percée de la télévision, il est devenu connu au-delà de l'Autriche et connaît un grand succès.

## Filmographie
Comme acteur
- 1960 : Le Brave Soldat Chvéïk d'Axel von Ambesser
- 1962 : Presque des anges (Almost Angles') de Steve Previn : Herr Fiala

Comme scénariste
- 1940 : L'ultima nemica d'Umberto Barbaro
- 1958 : Une femme qui sait ce qu'elle veut (Eine Frau, die weiss, was sie will) d'Arthur Maria Rabenalt